# 胡宗明
胡宗明（1494年—？），字汝誠，號瓶山，直隸徽州府績溪縣龍川人，民籍，明朝政治人物。正德丁丑進士，嘉靖年間官至遼東巡撫。

## 生平
正德十一年（1516年）丙子科應天鄉試第七十四名舉人，十二年（1517年）中式丁丑科會試第五十五名，二甲第八十五名進士。戶部觀政，授戶部主事，升員外郎、郎中。嘉靖三年（1524年）大禮議期間參與左順門哭諫，被廷杖。
四年（1525年）三月甘肅有警，督儲有功，出為四川布政使司參議，改廣東參議，八年十月升湖廣按察司副使，丁憂歸，服闋，十三年閏二月補河南副使，十四年二月升福建布政使司參政，升四川按察使，調廣西按察使，輔佐右都御史毛伯溫征安南有功，進雲南右布政使，改山東左布政使。二十六年二月升都察院副都御史、巡撫遼東。二十七年二月因禦寇不力，被山東巡按御史史載德參劾，降級外任。《績溪縣志》有傳。

## 家族
出身績溪龍川胡氏望族。曾祖胡本立；祖父胡以德，壽官；父胡耀。母許氏。具慶下。兄胡宗哲、胡宗華，弟胡宗周、胡宗南。
胡宗憲是其族弟。

## 遺跡
績溪龍川村為胡宗明建有“都憲坊”，至今猶存。